# Regn
Regn er nedbør der kun består af vand. Det er den mængdemæssig største form af troposfærisk, vandformig nedbør, bortset fra i polarområderne. Regnmængden angives typisk i mm per minut eller per år. Årsværdien bliver målt gennem en normeret opfangstbeholder, mens minutværdier bliver målt ved hjælp af en vippekarsmålere eller en regnradar. 
En nedbørsmængde på 1 mm regn svarer til 1 liter, målt over et grundareal på 1 m². Nedbør i form af sne fylder cirka 10 gange så meget. Det vil sige at en nedbørsmængde på 10 mm sne svarer til 1 liter vand, målt over et grundareal på 1 m².
Regn består af vanddråber, som er opstået ved kondensering af vanddamp i skyerne i troposfæren, og som når jordoverfladen. Ved lave temperaturer i den overliggende atmosfære kan de faldende vanddråber fryse til is (hagl, slud eller sne). Er luften mellem dråbedannelsen og jordens overflade tilpas varm, kan vanddråberne også fordampe igen uden at nå jordoverfladen.
Regn er i grunden destilleret vand og burde derfor være helt ren, men i virkeligheden er vandet fyldt med andre stoffer. Dråberne opfanger og opløser støvpartikler og forskellige luftarter undervejs ned gennem atmosfæren, så resultatet bliver regn med et gennemsnitligt pH på 4,5 og et indhold af salpetersyre, svovlsyre og kulsyre (se syreregn).

## Lugtindikationer
Umiddelbart forud for, under og efter et regnvejr er der en række lugte, som er fremtrædende ved jordoverfladen, hvilket især gælder, hvis vejret har været varmt og fugtigt. Et typisk duftstof er ozon (O3), der findes i de højere luftlag, men bliver skubbet ned af regnskyen. Dertil kommer en række duftstoffer kaldet petrichor, som er forrådnet dyre- og plantevævs luftbårne molekyler, der hvirvles op, som regnen falder. Udover at molekylerne er forskellige, er der gerne en vis afsmitning fra dér, hvor molekylerne har ligget, og petrichorlugten varierer derfor fra sted til sted. Når regnvejret er slut, er det fremstrædende duftstof geosin, der lugter som fugtig jord. Dette stof dannes ved metabolisme hos bakterier som cyanobakterier.

## Regnfænomener
Skybrud er en betegnelse for et kortvarigt kraftigt regnvejr. DMI's definition lyder "nedbør-intensitet på 15 millimeter eller derover på 30 minutter eller derunder".
Skybrud i Danmark skete bl.a i somrene 2011, 2014 og 2019.
Tætteste målte regn på 5 minutter er 22,6 mm på Møn den 26. august 2023.
Største målte nedbørmængde inden for 24 timer var 168,9 mm den 8.-9. juli 1931 i Marstal på Ærø.

## Regntyper
Regn klassificeres efter forskellige systemer. Dels et som tager udgangspunkt i regndråbernes størrelse og tæthed og dels et som tager udgangspunkt i den type skyer regnen dannes i. Dette sidste, der benyttes i Danmark, skelner mellem hhv. regn og byger.
- Støvregn – fin regn med stor overflade

## Undgå vandskader
Danmark rammes årligt af meget store mængder af regnvand, derfor er det vigtigt at beskytte bygninger og huse mod det. Tagrender er vigtige i forhold til at beskytte bygningen mod vandskader. Det er derfor også vigtigt med en tagrenderensning for at undgå at vandet ryger ud over tagrenderne og ned ad muren.

## Fodnoter
1. ↑   Videnskab.dk: Man kan lugte regn af Jeppe Wojcik. Sidst opdateret 24. juli 2012. Besøgt d. 24. juli 2012.
2. ↑  "Skybrud eller ej er hovedbrud for meteorologer". DMI.
3. ↑  Linddahl, Jacob (26. august 2023). "Tredobbelt skybrud over regionen - slår alle rekorder". TV2 ØST.
4. ↑  "Vejrekstremer Danmark". DMI.

## Eksterne links
- Ældgamle regndråber fortæller... Videnskab.dk. 2012
- 8 finurlige, fugtige fakta om regndråbers hemmelige liv Arkiveret 6. august 2017 hos  Wayback Machine - DMI, 2017
- Skybrudssikring af bygninger

- Wikimedia Commons har flere filer relateret til Regn